# Devillin
Devillin je minerál krystalizující v jednoklonné soustavě, chemicky hydratovaný zásaditý síran měďnato-vápenatý - CaCu4(SO4)2(OH)6·3H2O. Pojmenován je po francouzském chemikovi H. S-C. Devilleovi.

## Charakteristika
Tento minerál vytváří tenké lístečkovité nebo jehlicovité krystaly, častý je i ve formě vějířovitých agregátů. Má tmavozelenou barvu a světlezelený vryp. Lesk devillinu je skelný. Je to průsvitný až průhledný minerál.

## Vznik
Vzniká jako produkt zvětrávání měděných rud. 

## Vlastnosti
Na rozdíl od malachitu se nerozpouští ve zředěné kyselině chlorovodíkové.

## Výskyty na Slovensku
- Špania Dolina (Piesky, Richtárová)